# Craterul Lockne
Craterul Lockne este un crater de impact meteoritic, situat la aproximativ 21 km sud de orașul Östersund în Suedia.

## Date generale
Acesta are peste 7,5 km în diametru și vârsta sa este estimată la 455 milioane ani (Ordovicianul superior). Craterul este expus la suprafață.